# Manzanares de Rioja
Manzanares de Rioja – gmina w Hiszpanii, w prowincji La Rioja, w La Rioja, o powierzchni 17,91 km². W 2011 roku gmina liczyła 98 mieszkańców.